# Мало-Село
Ма́ло-Се́ло (болг. Мало село) — село в Кюстендильській області Болгарії. Входить до складу общини Бобов-Дол.

## Населення
За даними перепису населення 2011 року у селі проживали 328 осіб, усі — болгари.
Розподіл населення за віком у 2011 році:
Динаміка населення: